# Le tiers temps
A Le tiers temps Maylis Besserie francia írónő első regénye, a párizsi Gallimard Kiadónál 2020. február 6-án jelent meg. A könyv elnyerte a 2020. év legjobb első regényének járó Goncourt-díjat. (A díj nem azonos a Goncourt Akadémia Goncourt-díjával).

## Ismertetése
A Le Tiers-Temps (jelentése: 'A harmadik alkalom') egy párizsi nyugdíjasotthon neve. Egy visszahúzódó, magas, szúrósszemű férfi is az otthon lakója: Samuel Beckett, a Nobel-díjas ír költő, író, drámaíró. 
Samuel Beckett életének utolsó 18 hónapját valóban ebben a nyugdíjasotthonban töltötte. Maylis Besserie első regénye képzeletben végigkíséri a nagy írót az elmúlás felé vezető úton. A regény egyes szám első személyben íródott, benne végig Beckett elképzelt monológját olvassuk. Elmúlt évek emlékképeiből, a test romló funkcióiból és az intézmény mindennapi életének megfigyeléséből áll az ő itteni, egyre zsugorodó világa. 
Az írónő egy interjúban elmondta, hogy újságíróként egy évet töltött idősotthonokról szóló dokumentumok készítésével. Amikor a könyvet írta, figyelt az apró részletekre, melyek az idősotthon mindennapjait alkotják. Fontosnak tartotta, hogy az ottani szókincs bekerüljön a regénybe, és álljon ellentétben Beckett irodalmias nyelvével. 